# Остер (місто)
Осте́р — місто в Україні, у Чернігівському районі Чернігівської області, центр Остерської міської територіальної громади, розташовано на лівому березі Десни при впаданні в неї річки Остер. Населення — 5564 осіб (2022).

## Історія

### Заснування

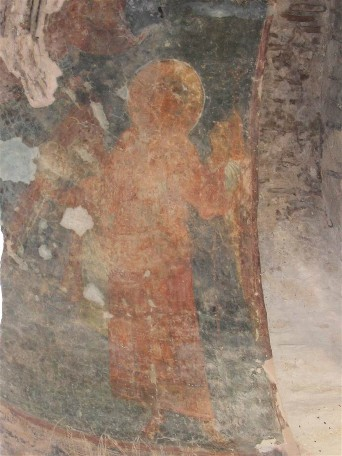
Стародавні фрески 12-го століття в церкві Святого Михайла

На території Остра і на його околицях виявлені поселення епохи бронзи (2 тис. до н. е.) та городище періоду Київської Русі (Х—ХІІІ ст.).
На території міста в урочищі Бугаївка було виявлено поселення трипільської культури. Пам'ятка належить до етапу С.
Вперше згадується в літописі під 1098 як місто «на Въстри» («Град на Вострі», «Остерський Городець», «Юріїв град»). Засновано Великим князем Київським Володимиром II Мономахом під назвою Городець (пізніше місто перейшло до його сина — князя Юрія I Довгорукого — засновника Москви).

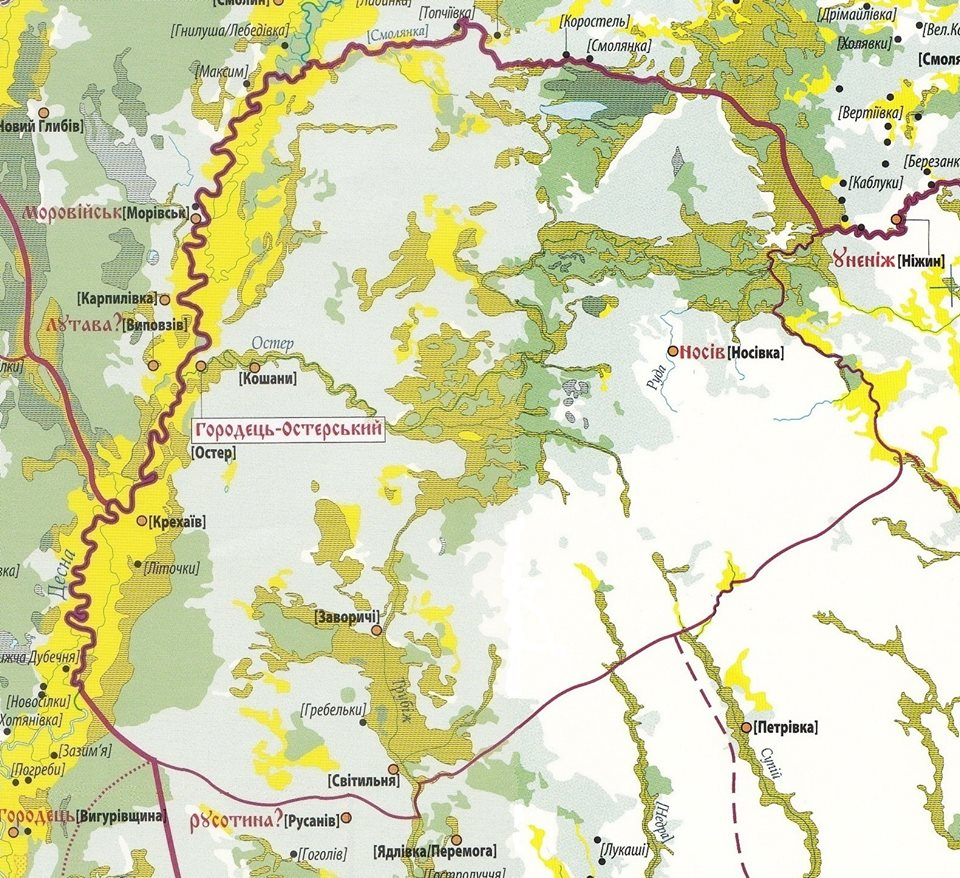
Остерська волость ХІ -ХІІІ ст.

За легендою, поселення слов'ян на цьому місці існувало раніше, як форпост на річці Вострі та центр збору полюддя в краї. А перше укріплення збудовано, ще за часів князя Володимира Великого, а можливо і за часів князя Олега, бо ця місцевість мала важливе стратегічне значення. Саме в ті часи на Русі з'явився вислів «Держи спис стрілу на Вістрі, пропустиш ворога під Остром, будеш мати січу під Києвом».

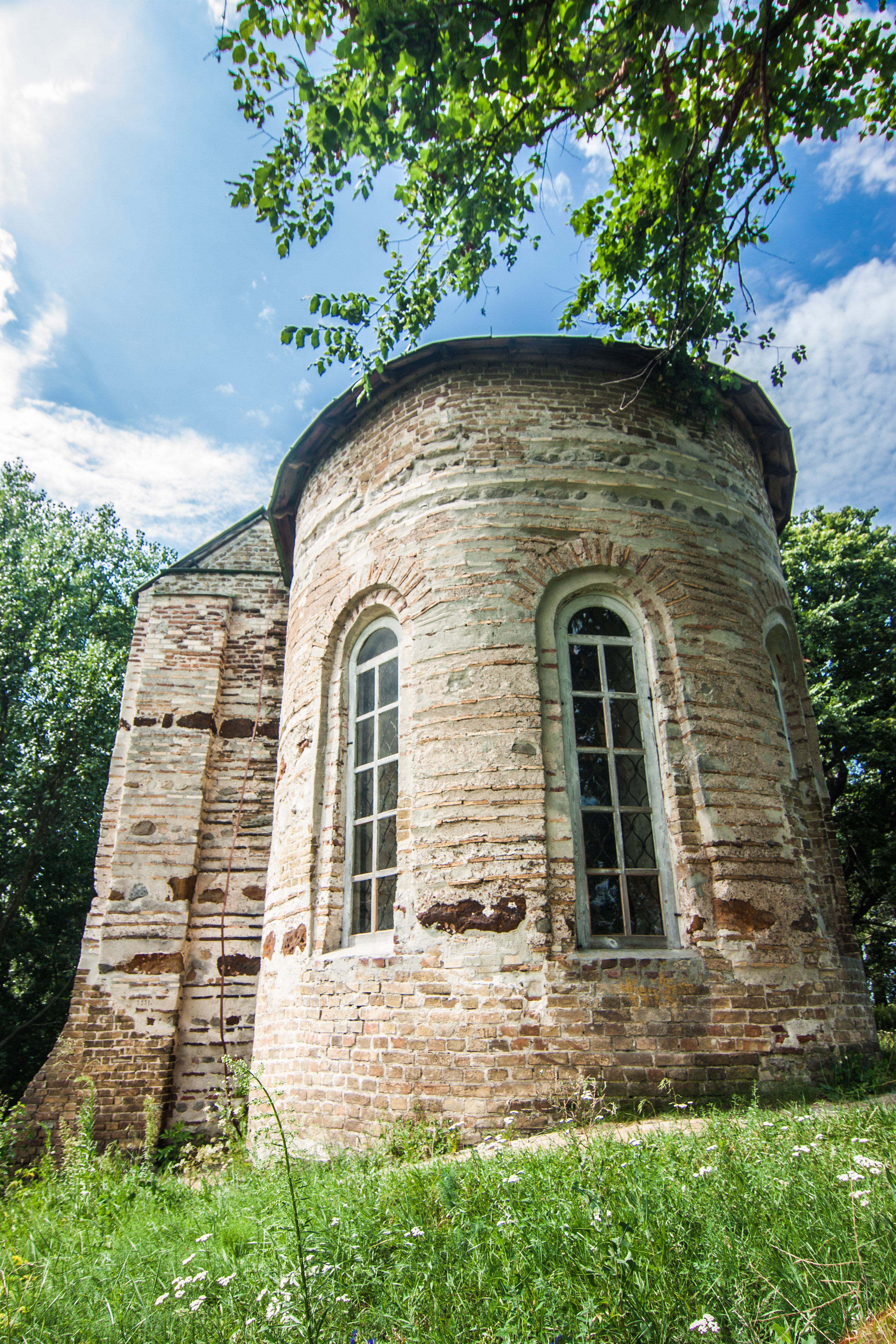
Церква святого Михаїла (Остер) — Юр'єва божниця. Пам'ятка давньоруського зодчества XI ст., розташована при в'їзді в Остер з півдня на високому пагорбі

Остер був розташований на перехресті важливих торговельних шляхів з північних князівств до Візантії та великокняжої столиці Києва також місцевого шляху по Вострі до Уненіжа. Це сприяло швидкій розбудові міста, але й додало тяжких випробувань. В часи Київської Русі містом володіли князі: Всеволод Давидович, Юрій I Довгорукий, Всеволод II, Гліб I, Володимир III, Ростислав Юрійович, Всеволод Юрієвич. Найбільше до розбудови міста долучився Володимир II Мономах та Юрій I Довгорукий які, щоб здобути прихильність прикрасили храм Архістратига Михайла фресками «Оранта Остерська», «Причастя євхаристії» (копія зберігається в Софії Київській), «Святих Михайла та Гавріїла». Залишки храму з ледь вцілілим розписом збереглися до нашого часу, і є однією з семи цінних пам'яток Лівобережної України, які збереглися до нашого часу. За Лаврентіївським літописом є відомості, що в «Городці на Встрі» в 1146 році помер князь Всеволод II (місце поховання невідомо). В часи Київської Держави місто було декілька разів зруйновано під час князівських міжусобиць. Останнє руйнування зазнало під час татарської навали ханів Менгу та Батия 1239—1240 років.
Згодом виникло поселення на місці зруйнованої фортеці. В топоніміці міста залишились назви «Старе місто», «Городище», «Старогородська слобода».
На початку XIV століття ближче до Десни виросло нове поселення під назвою Остер.

### Під владою Великого князівства Литовського
З 1356 Остер — під владою Великого князівства Литовського. Князь Володимир Ольгердович став роздавати поруйновані городи в ленне володіння. Землі та місто Остер отримав князь Юрій Половець-Рожиновський, який поблизу с. Рожнів створив волость, на думку істориків — Рожиновське удільне князівство. 1393 року князь Вітовт віддає Остер своєму прибічнику князю Дмитру Сокирі. Згодом частина земель навколо міста Остер віддається Києво-Печерському, Михайлівському та Софійському монастирям. А м. Остер належало княгині Трабській дочці князя Сокири.
1538 року литовський віленський воєвода Ольбрахт Гаштольд сприяв будівництву в Острі замку поблизу старогородського городища, але оскільки русло Десни змінювалося, а Остерка ставала менш судноплавною, з часом замок був перенесений в місцевість «Попівка» (на місці теперішньої садиби загальноосвітньої школи І-ІІІ ст. № 2 ім. Юрія Збанацького), яка стає адміністративним та релігійним центром південної Чернігівщини.
У 20-х роках XVII століття маємо відомості, що в місті самовільно поселилось 40 козаків, які відмовлялися нести повинності. Четверо острян згадуються в першому козацькому реєстрі, ще під час реформи Стефана Баторія. Остерські бояри та міщани підтримали повстання Мурка та Носача, Павлюка. З Остра походить рід славного козацького ватажка, який в 1638 році став гетьманом і здійняв найбільше до визвольної війни 1648—1657 р. повстання — Якова (Стефана) Острянина. Приниження зазнавали боярські та міщанські родини, тому представники шляхетських родин Остряниці, Біликів, Гришків, Шумейко, Носачів, Яненків стали учасниками як селянсько-козацьких повстань, так і Визвольної війни під проводом Богдана Хмельницького.
У першій половині XVII ст. місто Остер був центром Остерського староства (зокрема, старостою був відомий Миколай «Ведмежа лаба» Потоцький), значним торговим ремісничим, культурним осередком. Під час Визвольної війни 1648—1657 років, місто не зазнавало значних спустошень. В місті був сформований Остерський полк, але в 1649 році він був приєднаний до Переяславського полку, і той став називатися Переяславсько-Острянський, а його полковник Тимофій Носач був призначений на полковництво в Прилуки.
У 1657 р. Остер став сотенним містечком Переяславського полку.

#### Магдебурзьке право
У 1663—1664 роках м. Остер витримав осаду коронних військ на чолі з королем Яном Казимиром ІІ. За надану допомогу під час облоги, король Ян Казимир ІІ надав місту привілей на Магдебурзьке право, хоча, деякими його положеннями користувалися, ще з 20-х років XVII століття. Остер отримав право мати свій магістрат та власний герб. На гербі зображено в зеленому полі міську браму з трьома вежами, та золотим хрестом. Герб своїм виглядом нагадує тризуб — малий герб України. Герб затверджений 4 червня 1782 року, коли Остер став заштатним містом Київського намісництва. Останній вигляд герба розробив відомий геральдист Борис Кене в 1865 році.
Про ті далекі події нагадують тільки старогородські козацькі оборонні вали XVII століття. З появою місцевого самоврядування місто стає важливим господарським та промисловим центром. У ньому проходить 4 ярмарки на рік, розвивається цехове виробництво — цехи різників по дереву, плетіння неводів та сіток були відомі всій Гетьманщині. В Острі розвивається: кравецтво, чоботарство, бондарство, ковальство, ткацтво, кушнірство, котлярство, гончарство, іконопис, винокурництво та інші ремесла. 1758 року майстер Я. Підліський з помічниками виготовив 7-ярусний іконостас для Успенського собору у Брянську.
У XVII ст. в Острі прокладаються дерев'яні настіли для пішоходів на вулицях, каналізація з дерев'яних труб, по яких вода стікала з високих частин міста на нижчі (такі труби було знайдено при будівництві будинку теперішньої міської ради в 1957 році). Було декілька православних церков: Воскресенська, Миколая Чудотворця, Петра і Павла, Успіння Присвятої Богородиці, Воздвиженська, Іванівська.
У місті міцно осідають єврейська, вірменська, волощансько-молдавська громади.
У лютому 1664 році польські війська були вибиті російськими полками. Після Андрусівського перемир'я 1667 остерська сотня увійшла до Київського полку.

### У складі Російської імперії

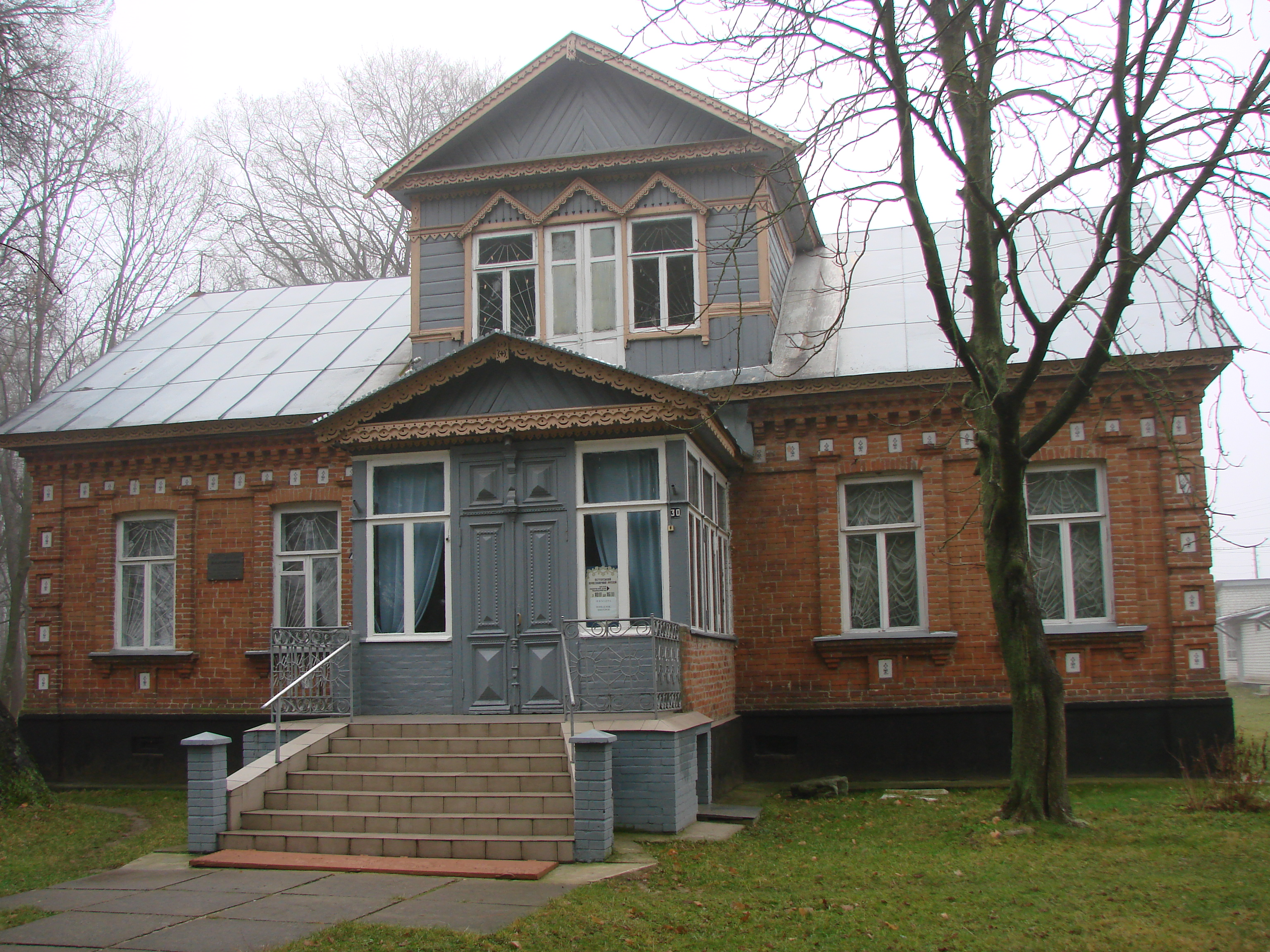
Будинок і садиба генерал-лейтенанта В. К. Солонини (1851—1914), Остер, центр, парк

З 1764 року, після територіальної реформи Київської губернії, Остер стає повітовим містом Остерського повіту. У місті налічувалося 8171 хата, проживало 26721 жителів. З 1781 року — повітове місто Остерського повіту Київського намісництва.
З 1797 — заштатне місто Малоросійської губернії, з 1802 — Чернігівської губернії, з 1803 — повітове місто Чернігівської губернії. По Десні повз Остер проходило до 1000 барж та байдаків кожного року, тому він не втрачає торговельно-промислового значення. 1815 року в місті відкрито Остерське вище Олександрівське училище та парафіяльне училище в 1839 році. Після введення межі осілості для євреїв Російської імперії утворюється потужна єврейська громада серед якої було багато купців та ремісників. Вони в північно-західній частині міста розбудовують свій кагал, будують синагогу, яка збереглась до нашого часу. На початок XX століття євреїв в місті Остер проживало до 1000 чоловік, а серед ремісників та купців вони складали понад 50 відсотків.
У XVIII столітті земельні володіння навколо Остра стали власністю князя О. Безбородька. Землями в цій місцевості володіли також представники козацької старшини — Забіли, Закревські та інші.

### У роки Жовтневого перевороту

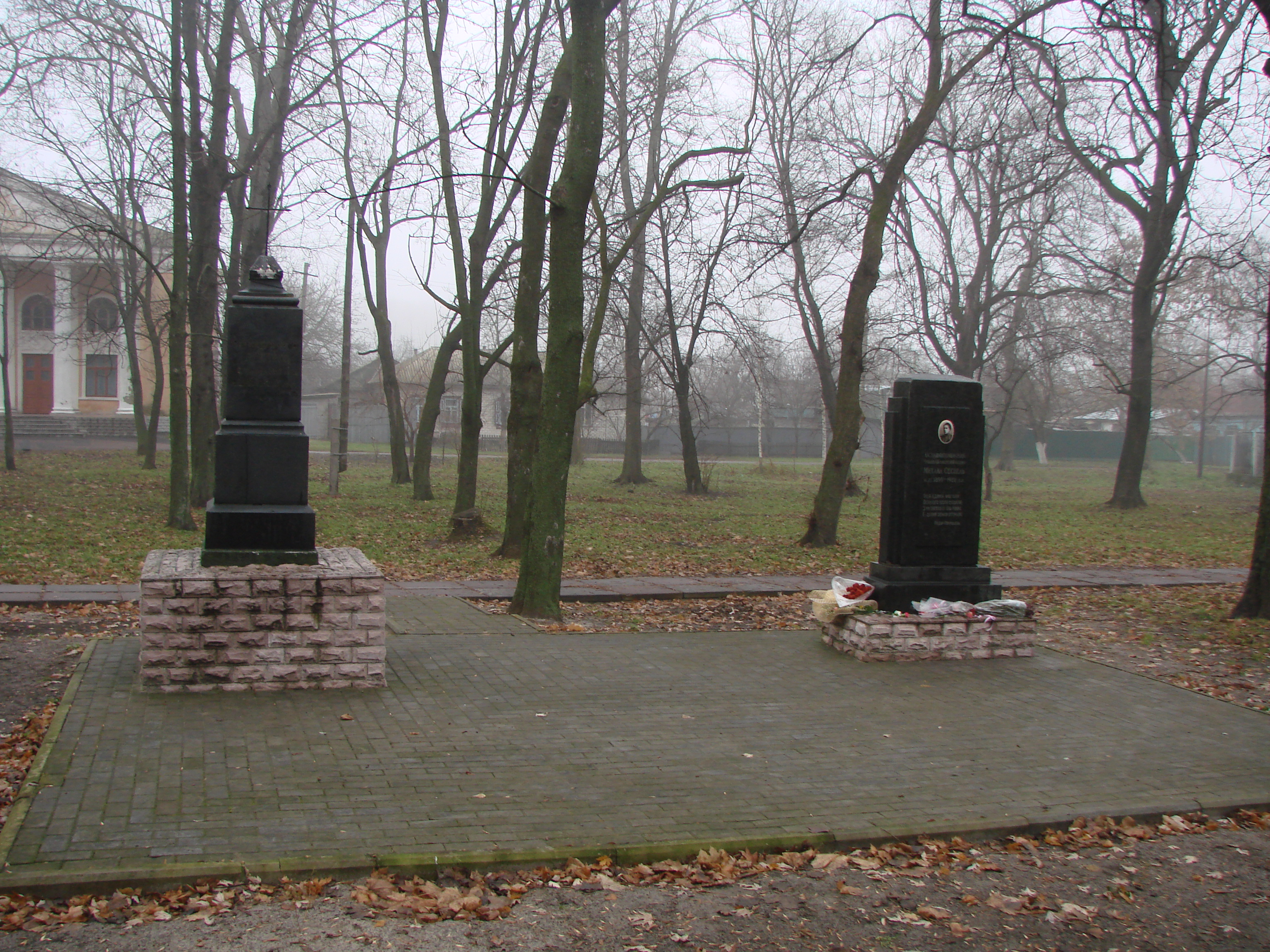
Могила М. К. Сеспеля (до вересня 1921 року Кузьміна) 1899—1922 рр. — класика чуваської поезії, Остер, біля будинку культури

В роки революцій та жовтневого перевороту точилася боротьба між різними соціальними групами. Активну участь в цих подіях взяли участь остряни А. Розанов, В. Птуха, О. Одинцов. 1917 року Остерській раду очолив матрос В. Берило. З приходом більшовицької влади розпочалися репресії та поневіряння більшості заможних жителів міста. Активну управлінську роботу в місті проводив виходець з с. Виповзів М. Василенко в майбутньому міністр фінансів УРСР — репресований в 1938 році. За радянської влади була пожвавлена культурно-освітницька діяльність. З 1908 — року в місті діяв музей навчальних посібників, в 1924 році реформований в Остерський районний краєзнавчий музей — першим директором якого став відомий громадський діяч А. Розанов. З 1920 року за сприяння В. Оглобліна та родини Мезьків в місті були відкриті курси філіал РСУ/ Робітничо-селянського Університету, які в 1926 році стали Остерським педагогічним технікумом ім. Леоніда Глібова. Наприкінці 30 років в поміщицькій садибі Шрамченків серед яких були флотоводці відкрито санаторій ВМФ СРСР. В роки войовничого атеїзму репресовані були священнослужителі міста Ілля Корейша, Борис Квасницький, Борис Гнатюк. Також державні службовці М. Колежук, Я. Петрикей, Г. Щегловська, З. Рикова, Б.Гуминський, викладач Київського університету Анатолій Розанов, письменник Василь Нагорський (Нефелін).

### Голодомор 1932—1933 років
Під час організованого радянською владою Голодомору 1932—1933 років померло щонайменше 172 жителі міста. Населення самого міста постраждало мало, але околиці міста с. Татаровщина, с. Старогородка, с. Юськова Гребля, с. Жуківщина, хутори Перці та Друцьке постраждали більше — до 250-ти жителів міста та околиць. Всього від репресій та голодомору 1930-х років постраждало в місті до 400 чоловік і після війни склад жителів міста був фактично на 50 відсотків новий.

### У роки Другої світової війни
В роки війни в 1941році поблизу міста біля с. Любечанинів розмістився авіаційний полк, яким командував відомий льотчик один з перших Героїв Радянського Союзу. І. Красноюрченко. В обороні міста відзначився загін самооборони на чолі з начальником міліції М. Звєрєвим, майор В. Добжинський та моряки сторожового корабля «Пушкін» — кияни Іван Шафранський та Петро Лісовський. В обороні міста загинуло 128 воїнів радянської армії. Під час окупації в місті працювали підприємств, була відкрита гімназія та дитячий садок, в особливо принизливому становищі були єврейські та циганські діти. Остерську гімназію в роки окупації очолював відомий український етнограф С. Килимник. В Русі Опору відзначились Т. Гончар, Є. Пономар, С. Реутов, Ю. Циба, Г. Адаменко, С. Мезько, М. Грабовський, сім'ї Валюшкевичів та Мольченків, Василюк. В місті та його околицях бойові операції проводила розвідувально-диверсійна група під командуванням Кузьми Гнідаша, партизанські загони під керівництвом Ю. Збанацького, С. Науменко, П. Леонтьева. Героїчно боролися з нацизмом в роки війни остряни, троє з них удостоєні звання Героя Радянського Союзу це: А. Овчаров, В. Колесник, Д. Коваль. острянин П. Пекур нагороджений тричі «Орденом Слави» всіх трьох ступенів (похований в м. Остер).
В визволенні міста брали участь 24-та гвардійська механізована бригада з 1031 стрілецьким полком — командир полковник І. Новиков. Та частини 280 — ї стрілецької дивізії — першим в місто вступив 1035 -й стрілецький полк під командуванням Г. Клименко. Важливе значення відіграв понтонний батальйон, яким командував підполковник Г. Скляр. Під час визволення Києва гинули сотні тисяч воїнів, тож вісім героїв Радянського Союзу поховані в центральному парку міста це: М. Білоножко, Я. Біренбойм, М. Винокуров, Д. Воробйов, М. Лісовий, А. Петров, І. Посадський, О. Рибалко. Поблизу с. Любечанинів карателі зондеркоманди 4-а розстріляли 331 мирного жителі міста. 121 воїн радянської армії похований в передмісті Старогородка, 129 воїнів поховано біля Остерської лікарні, 60 біля будинок відпочинку, 7 воїнів поховано біля Воскресенської церкви.

### Післявоєнне життя
Мирний 1945 рік розпочався з репресій. Органи НКВС «викрили» нелегальну жіночу організацію на чолі з інструктором РК ЛКСМУ Ольгою Павлівною Шевченко (1921 року народження).
Ціною рабської праці жителів міста, було, майже, повністю відновлено всі підприємства, зруйновані під час війни. Поновлено роботу МТС, пекарні, лікарні, протитуберкульозного диспансеру, промартілі ім. Крупської, харчокомбінату, маслозаводу, промкомбінату, промартілі «Рекорд», лісозаводу. Збудували лісозахисну та інкубаторну станції, ввели нові потужності на діючих підприємствах.
1 вересня 1945 року перші студенти сіли за навчальні столи у щойно відкритому Остерському будівельному технікумі, що готував кадри фахівців для промислового та сільськогосподарського будівництва.

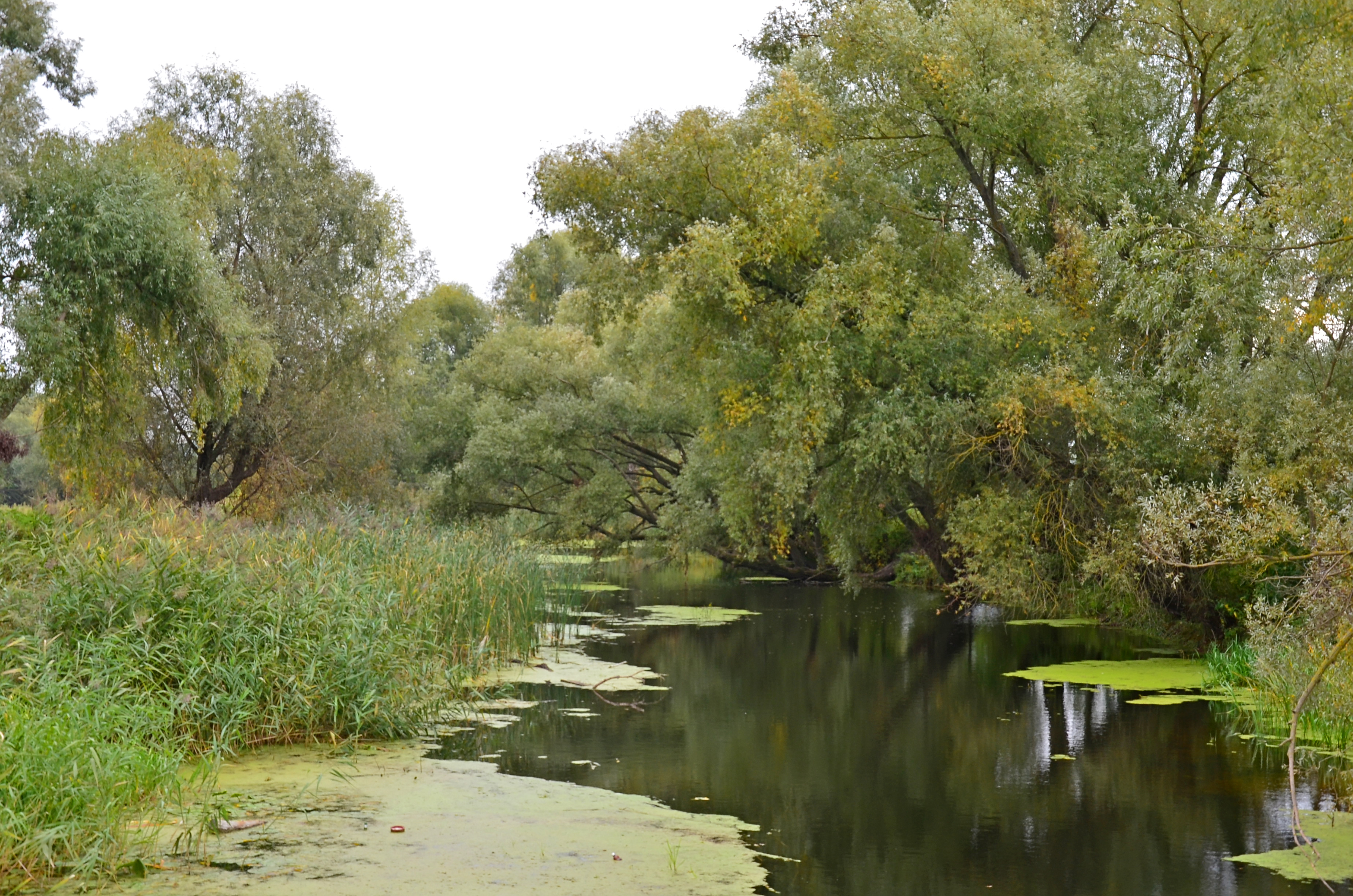
Річка Остер у місті Остер

На 1950 рік через значну кількість інвалідів війни, які проживали у районі, було збільшено до 140 кількість ліжко-місць в Остерській лікарні, а також відкрито поліклінічне відділення. Зважаючи на велику кількість хворих на туберкульоз, в Острі запрацював протитуберкульозний диспансер. Усього медичну допомогу надавали 78 медпрацівників, у тому числі 36 лікарів. 1115 учнів здобували освіту в двох середніх та початковій школі, де їх навчали 68 педагогів. Крім міської бібліотеки для дорослих, у 1946 році відкрила свої фонди для юних читачів щойно заснована Остерська дитяча бібліотека.
Особливістю післявоєнного Остра стало те, що сюди після заслання, відсидки у сталінських таборах приїхали на проживання діячі науки й культури, котрим було заборонено жити ближче ніж за 100 кілометрів від Києва, а також проживати в обласних центрах. 
«Я живу на 101-му кілометрі…», — писав пізніше поет-шістдесятник Микола Холодний, котрий на початку 1970-х років з тих же причин поселився у місті.
1957 року місто підключили до державної електромережі. Усі будинки та підприємства були електрифіковані.
1960 року на базі промислової артілі ім. Крупської була створена Остерська бавовняно-ткацька фабрика. Підприємство випускало меблеву плахту та килимові доріжки. Продукція фабрики продавалась у багатьох містах України та поза її межами.
У ті ж роки мали попит швейні вироби масового вжитку та сітки
для пакування овочів, котрі виробляв Остерський промкомбінат.

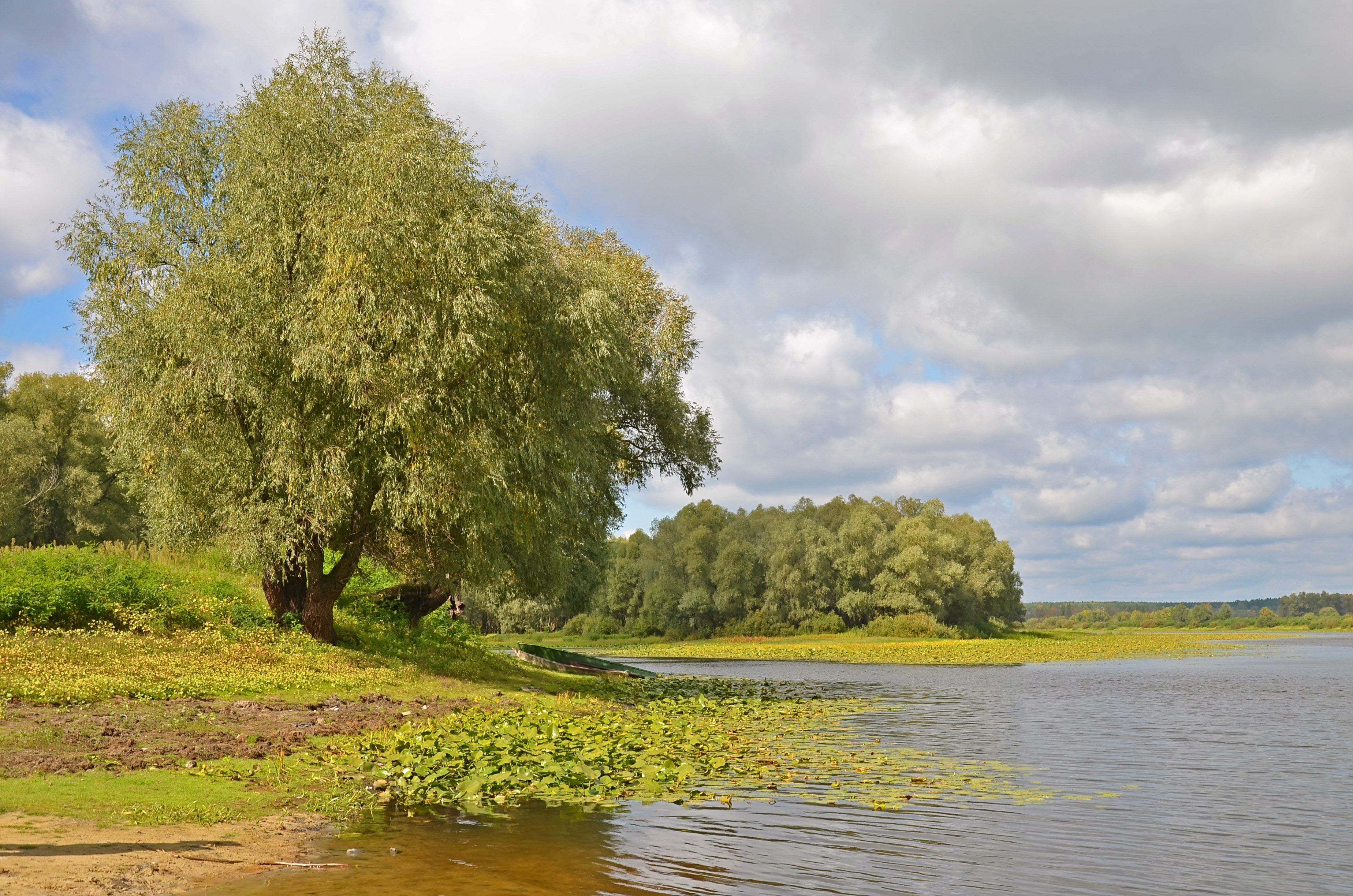
Десна біля міста Остер

В 1961 році на базі Козелецької райгазети «Розгорнутим фронтом» було створено міжрайонну газету «Ленінський шлях», ліквідувавши при цьому Остерську і Бобровицьку районки.
Остерський район офіційно було ліквідовано в 1961 році, проте працівники райкому та райвиконкому передавали справи близько 2 років і лише 1963 року остерські районні служби перестали існувати. Остер став містом районного підпорядкування. На той час у ньому проживали 6400 жителів. 1970 року їх число збільшилося до 8500. Це найбільша кількість жителів міста за всю його історію. До речі, до складу міщан не враховані жителі сіл Любечанинів, Беремецьке та Поліське, що й нині перебувають у складі Остерської міськради. А уже з 1979 року розпочався спад: в Острі проживали 8400 мешканців.
У жовтні 1961 року Остру повернули статус міста. Незадовго до цього була ліквідована Старогородська сільська рада. Села Старогородка та Юськова Гребля стали частиною міста, а с. Любечанинів, яке зберегло статус окремого населеного пункту, увійшло до складу Остерської міськради.
У другій половині 1970-х — першій половині 1980-х років улітку в Острі було багатолюдно. Десна з її мальовничими берегами та чудовими пляжами притягували відпочивальників не лише з Києва чи Москви, але й мешканців Сибіру та Заполяр'я. Лише за 1982 рік у будинку відпочинку Київського військового округу та на туристичних базах «Остер», «Десна», «Мрія», «Нептун» відпочили понад 10 тисяч чоловік. Проте для простих працівників району ці заклади були недоступними. Крім того, відпочивальники наймали житло на час відпустки у місцевих жителів. Гарні прибутки від цього мали не лише міський бюджет та заклади торгівлі споживчої кооперації, але й остряни та мешканці навколишніх сіл. Адже, крім здачі житла в оренду, вони продавали дачникам значну кількість овочів, фруктів та молокопродукції.
1982 року було збудоване сучасне триповерхове приміщення середньої школи. У місті замість трьох шкіл стала працювати одна. Проте це тривало недовго. Новому молодому директору О. Зосімову не вдалося згуртувати колектив. Почалися скарги, а за ними перевірки різних інстанцій. Райвідділ освіти ухвалив рішення відновити навчання у середній школі № 2. Так в Острі знову запрацювали два освітянські заклади.
Поступальний розвиток міста припинився після 26 квітня 1986 року. Одним з наслідків катастрофи на Чорнобильській АЕС стало те, що Остер потрапив до IV зони радіоактивного забруднення. Були закриті турбази, будинок відпочинку, піонерські табори й навіть тубдиспансер. Потенційні відпочивальники, налякані радіацією, перестали приїздити до міста. Жителі, особливо представники єврейської общини та молодь, стали залишати місто. Припинила роботу пристань. Остер перестав бути портом.

### Роки Незалежності і сучасність

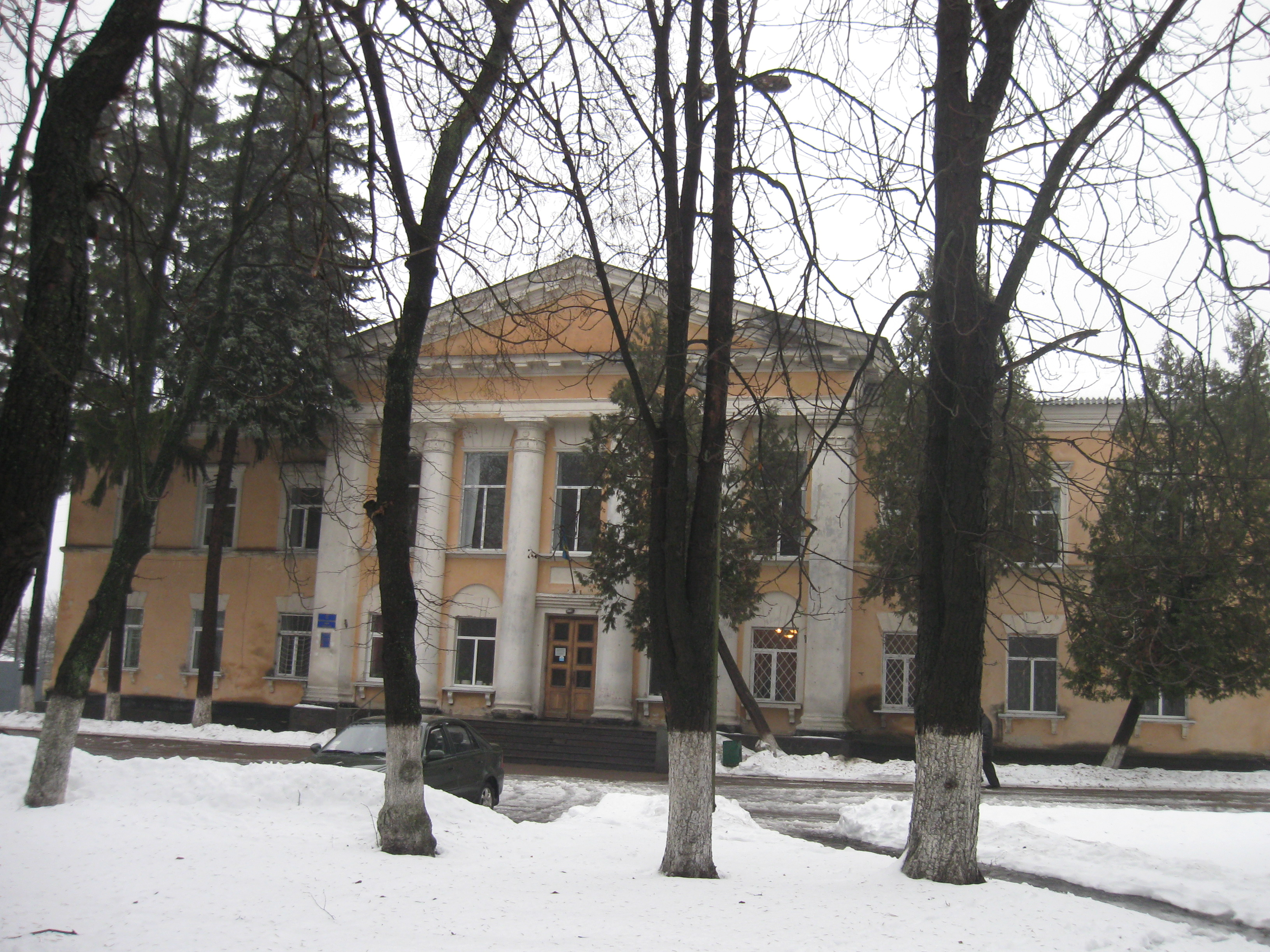
Остерська міська рада

У першій половині 1990-х років були введені в експлуатацію нові корпуси Остерської районної лікарні з поліклінічним відділенням.
Не зумівши знайти свого місця у конкурентній економіці, зупинили виробництво, а то й припинили існування майже всі підприємства міста, крім Остерського лісгоспу. Їх тодішні очільники, комуністи брежнєвського гарту, звикли працювати в умовах планової економіки.
Потрібно було пройти майже п'ятнадцять років для того, щоб економіка міста почала поволі відроджуватися. На багатьох підприємствах змінилися власники та керівники, котрі перейменували підприємства й при цьому надали їм нового статусу. Останні п'ять років упевнено набирає ходу ТОВ «Надія», створене на базі промкомбіната. Продукція підприємства (матраци, постільна білизна тощо), котра реалізується через власний фірмовий магазин, користується великим попитом у жителів та гостей міста.
Дещо раніше знайшло своє місце на ринку ТОВ «Руно», створене на базі бавовняно-ткацької фабрики. Швейні вироби, котрі тут виготовляються, підприємство реалізує через фірмові магазини в Острі та Козельці.
Розвивається ДП «Остерський лісгосп», одне з основних бюджетоутворюючих підприємств району, продукція якого реалізується не лише в Україні, а й постачається до Туреччини, Німеччини та інших країн.

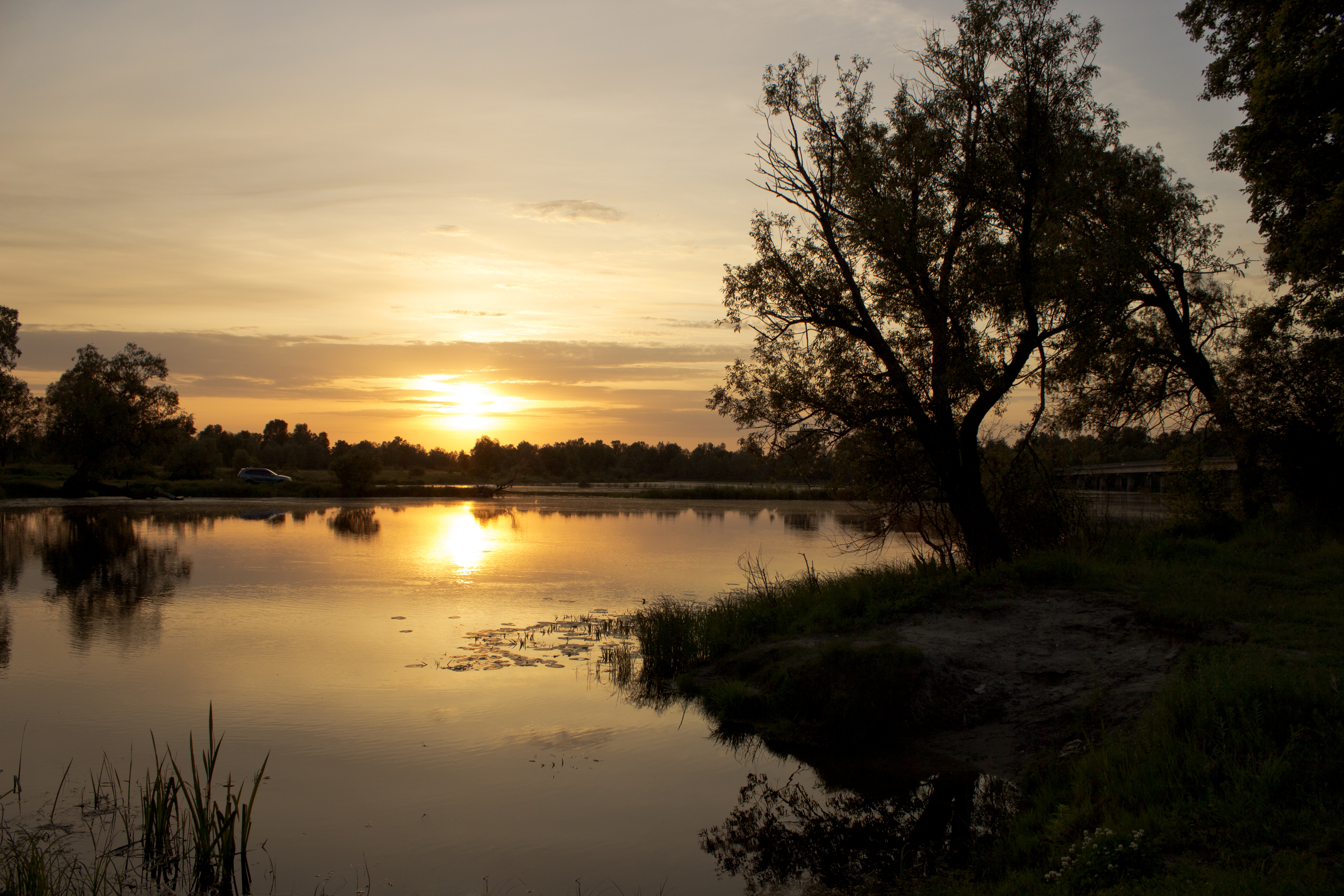
Оз. Солонецьке біля м. Остер, захід сонця

В останні роки стався приплив інвестицій в економіку міста. Після реконструкції виробляє продукцію, що користується великим попитом, ТОВ «Остратекс».
У місті працює велика кількість закладів торгівлі та громадського харчування кооперативної та приватної форм власності.
У 2012 році було відкрито супермаркет мережі «Сільпо».
Працює Остерське споживче товариство. Надають послуги у різних галузях економіки приватні підприємства.
Нинішній Остер — одне з найстаріших міст України — сьогодні переживає не найкращі часи. Продовжується демографічна криза, внаслідок чого кількість населення щороку зменшується.

## Політика

### Парламентські вибори, 2019
На позачергових парламентських виборах 2019 року у місті функціонували 4 окремі виборчі дільниці № 740319–740321, 740325.
Результати
- зареєстровано 4697 виборців, явка 51,25%, найбільше голосів віддано за «Слугу народу» — 53,02%, за Всеукраїнське об'єднання «Батьківщина» — 10,38%, за «Опозиційну платформу — За життя» — 7,68%[8]. В одномандатному окрузі найбільше голосів отримав Дмитро Пахомов (Слуга народу) — 26,92%, за Бориса Приходька (самовисування) — 25,92%, за Сергія Коровченка (самовисування) — 16,91%[9].

## Культура та пам'ятки

### Архітектура
Архітектурне будівництво в місті Остер сягає часів Київської Русі. Цегляна церква архангела Михайла в м. Острі відома за літописним рядком під 1152 роком. Коли коаліція князів взяла міста літопис говорить «і божницю святого Михайла, вверх був деревом нарублений.». Невідомо які роботи проводив після князя Володимира Мономаха князь Юрій Володимирович (Довгорукий), але до наших часів храм дійшов під народною назвою «Юрієва божниця».
Наприкінці XVIII століття в місті було шість храмів Воскресіння Христово, Успіння Богоматері, Здвиження, Петра та Павла, Миколи Чудотворця, Івана Предтечі. Серед громадських споруд сотенна канцелярія та магістрат. Збереглися відомості, про закладення дерев'яної Воскресенської церкви в 1790 році і перебудова її в 1845 році, у якій збереглась ікона Святої Варвари написана на думку мистецтвознавців іконописцем Василем Левченком та його дружиною Варварою. В час войовничого атеїзму в місті Остер були знищені церква Івана Предтечі (1746 року.), Михайлівський собор збудований в 1814 році, на честь перемоги в війні з Наполеоном, а перебудована в 1859 році. Успенська церква 1853 року, що була усипальницею роду Солонин (похований генерал — лейтенант В. Солонина). Та Троїцька церква 1897 р., що була збудована поблизу «Юрієвої божниці» і була з цього року резиденцією благочинного Павла Рклицького нащадка знаменитого роду.
Історико-архітектурні пам'ятки:

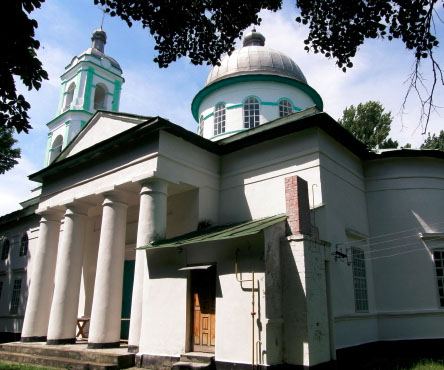
Воскресенська церква в м. Остер

- Юр'єва божниця, у ХІ ст. Михайлівську церкву побудував тут Володимир Мономах, а у XII столітті за велінням Юрія Долгорукого (1090—1157) її прикрасили фресковими розписами. Юр'єва божниця належить до переяславської архітектурної школи кінця XI ст.;
- Воскресенська церква (1845)[10].50°57′17″ пн. ш. 30°52′25″ сх. д. / 50.9548453° пн. ш. 30.873642° сх. д.

### Культура
У місті працює міський будинок культури.
Значним осередком культури Остра є краєзнавчий музей.
Свого часу на околицях міста знімали кінофільми «Квіти польові» (в зніманні якого брав участь відомий всьому світові гурт «Тріо сім'ї Мареничів»), «Де — 042», «Дачна поїздка сержанта Цибулі», «Мерседес тікає від переслідування» та інші. Під час роботи над кінофільмом «П'ять вечорів» в будинку відпочинку перебувала знімальна група на чолі з всесвітньо відомим режисером Микитою Михалковим та актрисою Людмилою Гурченко.
12-14 серпня 2011 року було проведено перший «Остер мото фест», у якому взяли участь байкери України, Росії та Білорусі. Подія такого масштабу викликала неабиякий інтерес у місцевого населення та мешканців навколишніх населених пунктів.
19-20 травня 2012 року було проведено перший «OsterFireFest». Виступали «повелителі вогню» з Києва, Харкова та музичні колективи з Остра, Києва, Чернігова, Козельця, Прилук.
На центральній площі міста регулярно відбуваються народні гуляння приурочені до державних, релігійних та міжнародних свят. Участь беруть естрадні та фольклорні колективи з Будинку культури, будинку творчості дітей та юнацтва, аматорські колективи підприємств та організацій міста.

## Населення

### Національний склад
Розподіл населення за національністю за даними перепису 2001 року:
| Національність  | Відсоток |
| --------------- | -------- |
| українці        | 93.56%   |
| росіяни         | 4.92%    |
| цигани          | 0.69%    |
| білоруси        | 0.23%    |
| інші/не вказали | 0.60%    |

### Мова
Розподіл населення за рідною мовою за даними перепису 2001 року:
| Мова            | Кількість | Відсоток |
| --------------- | --------- | -------- |
| українська      | 6600      | 92.87%   |
| російська       | 460       | 6.47%    |
| циганська       | 38        | 0.54%    |
| білоруська      | 5         | 0.07%    |
| румунська       | 1         | 0.01%    |
| інші/не вказали | 3         | 0.04%    |
| Усього          | 7107      | 100%     |

## Освіта та наука
У місті діють:
- Дитячий садок «Оленка»;
- Остерська ЗОШ I—III ступенів № 2 ім. Ю. О. Збанацького;
- Остерська гімназія;
- Остерський коледж будівництва та дизайну;
- Будинок творчості дітей та юнацтва;
- Дитячо-юнацька спортивна школа;
- Дві бібліотеки-філії (для дітей та дорослих) Козелецької ЦБС;
- Міжшкільний навчально-виробничий комбінат;
- Дитяча музична школа;

## Відомі люди
- Острянин Яків — український військовий діяч, козацький отаман, один з керівників козацького повстання 1638 року.
- Шумейко Прокіп — сподвижник Хмельницького, ніжинський полковник (1649—1650; 1651).
- Іван Гиря — український військовий діяч, сподвижник Б. Хмельницького, родом з дрібної шляхти Остра.
- Костянтин Дмитрович Солонина — полковник київський (1669—1678, 1687—1688).
- Петро Симоновський — Земський суддя Остерського повіту. 1765 року написав «Короткий опис про козацький малоросійський народ» (більш знаний як «Літопис Розумовського»), у якому виступав проти заходів Російської імперії на знищення української автономії.
- Заболотний Аркадій Мусійович — генеральний хорунжий Армії Української Держави.[13]
- Олександр Безбородько — козацький полковник, член Російської Академії, почесний член Академії Мистецтв, царський сенатор, світліший князь Російської імперії, канцлер уряду Катерини II, мав значний вплив на царя Павла І, добився відновлення Генерального суду і деяких інших установ Гетьманщини, скасованих за Катерини II.
- Володимир Олексійович Бец — український видатний анатом і гістолог, педагог, громадський діяч, професор Київського Університету, член багатьох наукових товариств.
- Володимир Григорович Колесник (1911, м. Остер — 1943, м. Хойники, Білорусь) — Посмертно удостоєний звання Героя Радянського Союзу, лейтенант, командир взводу танків Т-34 68 танкової бригади.
- Дмитро Іванович Коваль (1918, м. Остер — 8 серпня 1943,станиця Кримська Краснодарського краю) — лейтенант, старший пілот 45 винищувального полку. Особисто збив 10 німецьких літаків. Загинув у бою. Посмертно удостоєний звання Героя Радянського Союзу.
- Любенко Ігор Петрович — лауреат Шевченківської премії 1984 року;
- Олександр Михайлович Овчаров (1916, м. Остер — ?) — генерал-майор, під час війни полковник, командир 45 Дністровської гвардійської механізованої бригади. Звання Героя Радянського Союзу удостоєний 28 квітня 1945 року за визволення м. Бухарест (Румунія).
- Іван Платонович Чужой (справжнє Кожич, 30 липня 1889, Остер — 19 квітня 1945, Остер) — український та російський театральний режисер, актор, педагог, заслужений діяч мистецтв Російської Федерації.
- Володимир Платонович Чужой (справжнє Кожич, 1896, Остер — 1955, Остер)- російський театральний режисер, лауреат Державної премії СРСР. Працював у Ленінградському театрі ім. О. Пушкіна. Серед найкращих його робіт вистави «Дон Кіхот» за М. Сервантесом та «Російський ліс» за Л. Леоновим.
- Всеволод Михайлович Зуммер (1885—1970) — український мистецтвознавець, професор історії мистецтв. Проживав в Острі після повернення із середньоазійського заслання.
- Василь Данилович Нефелін (справжнє Нагорський, 13 березня 1907, с. Сваром'я Остерського повіту, нині Київська обл. — 12 травня 1968, м. Остер) — український письменник. Проживав в Острі після повернення з ГУЛАГу. Працював учителем української мови та літератури місцевої середньої школи № 1 та займався творчою роботою. Автор повістей «Будні» та «Ранок його життя», збірок оповідань «Сулонські оповідання» та «Із глибини», у яких оспівав красу рідної Остерщини.
- Василь Андрійович Євдокименко — український художник-ілюстратор. Працював у багатьох українських видавництвах художньої літератури.
- Андрій Іванович Барбарич — видатний український ботанік, доктор біологічних наук, лауреат Державної премії СРСР.
- Анатолій Ілліч Коваль (16 липня 1921, м. Остер — 16 грудня 1974, м. Київ) — український письменник, перекладач, учасник другої світової війни. Закінчив Київський університет імені Т. Г. Шевченка. Автор романів «Любов кличе» (1956), «Дипломанти» (1966), повісті «Хрещений кров'ю батьків» (1960). Похований у Києві.
- Андрій Богданович Колінько, до зміни по батькові - Андрій Федотович (1894, м. Остер — 1979, там само) — український та російський офтальмолог. Доктор медичних наук, професор. Тривалий час працював у провідних московських клініках.
- Семен Зиновійович Копелєв (1913, м. Остер — 1996, м. Москва (РФ) — український учений у галузі літакобудування, доктор технічних наук, лауреат Державної премії України в галузі науки і техніки.
- Михайло Васильович Птуха — видатний український статистик і демограф, академік НАН України, заслужений діяч науки України.
- Микола Костянтинович Холодний — відомий український поет та публіцист, лауреат літературної премії Ватікану, Всеукраїнської премії «Благовіст». У радянські часи друк його творів був під забороною. Щоб вижити, працював учителем у ряді загальноосвітніх шкіл Козелецького району. Жив і похований в м. Остер.
- Яків Іванович Лавренчук (28 вересня 1929, с. Костівці Брусилівського району Житомирської обл. — 5 грудня 2010, м. Остер), заслужений раціоналізатор СРСР, майже сорок років працював у лісовому господарстві України, у тому числі в Остерському лісгоспі з 1965 до 1992 року, де обіймав посади інженера з переробки деревини, головного інженера, головного лісничого.
- Лариса Іванівна Корінь (15 листопада 1952, м. Остер) — український художник-графік, член Національної спілки художників України. Автор багатьох українських ювілейних і пам'ятних монет, поштових марок та інших філателістичних і нумізматичних колекційних експонатів.
- Сергій Поярков — український художник.
- Анна Василівна Щербань — солістка-акордеоністка Національної музичної академії України, лауреат міжнародних та всеукраїнських конкурсів.
- У місті народився Дмитро Бочков — український бібліограф і краєзнавець.
- Остер став останнім притулком видатного чуваського поета Мішші Сеспеля, одному з міських парків знаходиться і його могила.50°57′18″ пн. ш. 30°52′30″ сх. д. / 50.9551017° пн. ш. 30.8748651° сх. д.
- В Острі працював український письменник Юрій Збанацький
- В родині керівника земства Остерського повіту Олександра Десницького народилась відома німецька актриса німого кіно Ксенія Десні.
- Васюк Олег Олександрович (1975—2014) — сержант Збройних сил України, учасник російсько-української війни.

## Виноски
1. ↑  Чисельність наявного населення України на 1 січня 2022 року (PDF). ukrstat.gov.ua (укр.). ДЕРЖСТАТ УКРАЇНИ.
2. ↑  Чисельність наявного населення України на 1 січня 2022 року (PDF). ukrstat.gov.ua (укр.). ДЕРЖСТАТ УКРАЇНИ.
3. ↑  http://w1.c1.rada.gov.ua/pls/z7503/A005?rdat1=04.02.2018&rf7571=55509
4. ↑  Чисельність наявного населення України на 1 січня 2022 року (PDF). ukrstat.gov.ua (укр.). ДЕРЖСТАТ УКРАЇНИ.
5. ↑  Пассек Т. С. Периодизация трипольских поселений // Материалы и исследования по археологии СССР. — М. — Л., 1949. — Вып. 10. — стор. 181
6. ↑  Карта генералная Киевъской губерніи. Составленная ис Переясловскаго, Міргородскаго и частей Киевскаго, Неженскаго, Гадяцкаго і Прілуцкаго полковъ, разделенная на 11 уездовъ. 1764 // Науковий архів Інституту археології НАН України. (рос. дореф.)
7. ↑  Остер. Геоінформаційна система місць «Голодомор 1932—1933 років в Україні». Український інститут національної пам'яті. Процитовано 18 червня 2020.{{cite web}}:  Обслуговування CS1: Сторінки з параметром url-status, але без параметра archive-url (посилання)
8. ↑  Підсумки голосування на виборчих дільницях у загальнодержавному виборчому окрузі в межах ОВО № 210, Чернігівська область. Позачергові вибори народних депутатів України 2019 року.
9. ↑  Відомості про підрахунок голосів виборців на виборчих дільницях одномандатного виборчого округу № 210, Чернігівська область. Позачергові вибори народних депутатів України 2019 року.
10. ↑  Воскресенська церква (Остер) на www.nedaleko.com.ua[недоступне посилання з липня 2019]
11. ↑  Національний склад міст України за переписом 2001 року — datatowel.in.ua
12. ↑  Рідні мови в об'єднаних територіальних громадах України — Український центр суспільних даних
13. ↑  Тинченко Я. Офіцерський корпус Армії Української Народної Республіки (1917—1921): Наукове видання. — К.: Темпора, 2007. — 165 с. ISBN 966-8201-26-4